# Mas Bell-lloc
El Mas Bell-lloc és una masia neoclàssica de Cantallops (Alt Empordà) inclosa a l'Inventari del Patrimoni Arquitectònic de Catalunya.

## Descripció
Edifici situat a la carretera que porta des de Cantallops a Capmany. Aquest és un gran mas de planta baixa i dos pisos de planta retcangular. Un dels elements més significatius és la torre circularque trobem adossada en un costat de l'edifici. Aquesta torre, té paredat de pedra, és de planta baixa i tres pisos i cadascun d'aquests compta amb un obertura diferent de la resta de pisos. A la part superior trobem merlets de tipus defensiu. Aquests merlets també apareixen a la part superior de la casa. Aquesta, tot i haver estat arrebossada la façana, manté els principals elements decoratius, som són els guardapols de les finestes, l'escut al centre de la part superior de la construcció, o la testera esglaonada del pis superior.